# Faire l'histoire
Faire l'histoire est une émission éducative d'histoire créée en 2020 et diffusée sur Arte. Elle a pour but d'aborder l'histoire par le prisme des objets.
Elle est présentée par l'historien français Patrick Boucheron, professeur au Collège de France depuis 2015. Elle fait également intervenir de nombreux historiens.

## Description
Chaque épisode est centré autour d'un objet qu'il soit unique, comme le Suaire de Turin, ou commun, comme le stérilet ou bien le costume-cravate.
Pour raconter l'histoire de cet objet, un spécialiste intervient au côté du présentateur, Patrick Boucheron. Pour ce-dernier, « saisir l'histoire par ses objets, c'est aussi la rapprocher de nous, la rendre familière ». L'enjeu est également de montrer le travail du chercheur.
En fin d'émission, la vidéaste Manon Bril apporte un regard décalé sur l'objet, en lien avec la culture contemporaine.
L'émission est diffusée à un rythme hebdomadaire, le samedi à 18h15 sur Arte.

## Épisodes
| Date de diffusion | Titre                                                                      | Intervenant                 |
| ----------------- | -------------------------------------------------------------------------- | --------------------------- |
| 10 avril 2021     | Le stérilet, un siècle sur le fil                                          | Bibia Pavard                |
| 17 avril 2021     | Le Suaire de Turin, une relique pour le XXe siècle                         | Yann Potin                  |
| 24 avril 2021     | La hache polie, défricher le monde                                         | François Bon                |
| 1er mai 2021      | Le buste de Néfertiti, naissance d'une icône                               | Bénédicte Savoy             |
| 8 mai 2021        | Le costume cravate, l'uniforme du monde moderne                            | Manuel Charpy               |
| 15 mai 2021       | Le passeport, la frontière du papier                                       | Delphine Diaz               |
| 22 mai 2021       | L'extrait de viande Liebig, quand l'alimentation devient chimique          | Jakob Vogel                 |
| 29 mai 2021       | Le manteau de Roger II, les langages du pouvoir                            | Valérie Theis               |
| 5 juin 2021       | Le miroir, l'image de soi                                                  | Philippe Artières           |
| 12 juin 2021      | La boule de loto, la politique au jeu de hasard                            | Claire Judde de Larivière   |
| 21 août 2021      | Le parasol, les territoires de l'été                                       | Elsa Devienne               |
| 28 août 2021      | Le drapeau pirate, contre les nations                                      | Guillaume Calafat           |
| 4 septembre 2021  | La redingote de Napoléon - L'empire d'une silhouette                       | Jean-Marc Largeaud          |
| 11 septembre 2021 | La barricade, l'insurrection fortifiée                                     | Diane Roussel               |
| 18 septembre 2021 | Les baguettes chinoises - Comment peut-on être Chinois ?                   | Clément Fabre               |
| 25 septembre 2021 | L'ostrakon, un tesson d'argile pour voter l'exil                           | Paulin Ismard               |
| 2 octobre 2021    | Le casque colonial, l'angoisse de l'homme blanc                            | Sylvain Venayre             |
| 9 octobre 2021    | Le cadre, une fenêtre sur l'art                                            | Charlotte Guichard          |
| 16 octobre 2021   | La déclaration d'impôts, une conquête de papier                            | Nicolas Delalande           |
| 23 octobre 2021   | Le micro, quand l'histoire hausse la voix                                  | Emmanuel Laurentin          |
| 30 octobre 2021   | Le cercueil, à portée de toutes les bourses                                | Stéphanie Sauget            |
| 6 novembre 2021   | La carte postale, héroïne de guerre                                        | Clémentine Vidal-Naquet     |
| 13 novembre 2021  | L'autochrome, la vie en couleur                                            | Adrien Genoudet             |
| 20 novembre 2021  | L'amphore, un standard commercial antique                                  | Sarah Rey                   |
| 27 novembre 2021  | Le maillot de foot, l'étoffe populaire des héros                           | Fabien Archambault          |
| 4 décembre 2021   | Les toiles indiennes : naissance de la consommation au siècle des Lumières | Noémie Étienne              |
| 11 décembre 2021  | Le calumet de la paix, un objet entre guerre et paix                       | Yann Lignereux              |
| 8 janvier 2022    | Le chalet, la construction d'un rêve                                       | Manuel Charpy               |
| 15 janvier 2022   | La momie et ses métamorphoses                                              | Anne Carol                  |
| 22 janvier 2022   | La brique, le matériau de l'empire                                         | Vincent Jolivet             |
| 29 janvier 2022   | L'étoile jaune, un signe d'infamie                                         | Claire Zalc                 |
| 5 février 2022    | La boîte de conserve : conserver et survivre                               | Stéphanie Soubrier          |
| 12 février 2022   | La dame à la capuche, le premier visage de la préhistoire                  | François Bon                |
| 19 février 2022   | Le samizdat, un outil contre la censure                                    | Alexandre Sumpf             |
| 26 février 2022   | Les tambours de la Batucada, le rythme d'un peuple                         | Anaïs Fléchet               |
| 5 mars 2022       | La main de Fatma. Se garder du mauvais œil                                 | Emmanuelle Tixier du Mesnil |
| 12 mars 2022      | Le canon de Baba Merzoug                                                   | Gillian Weiss               |
| 19 mars 2022      | La poche                                                                   | Ariane Fennetaux            |
| 26 mars 2022      | Le charbon de terre, énergie fossile et pollution précoce au XIXe siècle   | François Jarrige            |
| 2 avril 2022      | La main de justice, ou la main du pouvoir                                  | Élisabeth Schmit            |
| 9 avril 2022      | Le Graal, la quête d'une fiction                                           | Zrinka Stahuljak            |
| 16 avril 2022     | Le crucifix, talisman des chrétiens ?                                      | Valérie Theis               |
| 23 avril 2022     | Le Mur des lamentations. La fabrique contemporaine d'un Lieu saint.        | Vincent Lemire              |
| 30 avril 2022     | Le vase de Soissons. Histoire d'un souvenir légendaire.                    | Stéphane Gioanni            |
| 7 mai 2022        | La grande vague de Hokusai, l'image déferlante                             | Emmanuel Lozerand           |
| 14 mai 2022       | Les dieux lares, vidéosurveillance dans la Rome antique                    | Emmanuelle Rosso            |
| 21 mai 2022       | Le canard de Vaucanson, l'automate disparu                                 | Mélanie Traversier          |
| 28 mai 2022       | Les bésicles, quand le savoir devient pouvoir                              | Claire Angotti              |
| 4 juin 2022       | Les tyrannicides, un modèle qui traverse les siècles                       | Vincent Azoulay             |
| 11 juin 2022      | La camélia, une fleur d'émancipation                                       | Maud Chirio                 |

## Accueil
Après le succès du magazine Quand l'histoire fait dates déjà diffusé sur Arte entre 2017 et 2020, les critiques réservent un très bon accueil à cette nouvelle émission. Le Monde salue un magazine « rafraîchissant » tandis que Télérama note qu'il « réussit son pari : transmettre du savoir et, surtout, donner matière à réfléchir ».